# Julius Constantijn Rijk
Julius (of Jules) Constantijn Rijk (Wetzlar, bij Frankfurt, 15 januari 1787 – Den Haag, 2 mei 1854) was een Nederlands viceadmiraal, gouverneur-generaal van West-Indië, minister van Marine en onder andere Commandeur in de Orde van het Legioen van Eer, de Militaire Willems-Orde en de Orde van de Nederlandse Leeuw.

## Opleiding
Rijk werd geboren in Duitsland, waar zijn vader toen tijdelijk verbleef, volgde de zogenaamde "Franse" school in Amsterdam en trad op 1 oktober 1799 bij de Marine als vrijwilliger in dienst. Hij werd in 1800, als stuurmansleerling op het linieschip Pluto geplaatst en door de commandant als adelborst-titulair aangesteld. Na de Vrede van Amiens, in maart 1802, nam Rijk zijn ontslag, nam dienst bij de koopvaardij en maakte verschillende reizen naar West-Indië en Engeland. In 1803 nam hij, na het uitbreken van de oorlog, weer dienst bij de Marine, waar hij, nauwelijks 16 jaar oud, tot commandant van een kanonneerboot werd aangesteld, die hij van Amsterdam naar Vlissingen bracht. Daar werd hij opgemerkt door toenmalige schout-bij-nacht Verhuell, die zijn aanleg voor tekenen, wiskunde en talen ontdekte en hem vooruit hielp.

## Loopbaan
Rijk diende in 1806 te Oostende, Duinkerke, Ambleteuse en Boulogne, vocht daar tegen de Engelse schepen bij Cap Gris-Nez en Grevelingen en werd spoedig, na aflegging van zijn examen, benoemd tot luitenant-ter-zee titulair. Later werd hij commandant van een der kanonneerboten te Delfzijl, waar hij deelnam aan de vermeestering van de Engelse brik the Ferreter in de wateren van Ems bij Borkum en bleef daar tot 1808 in station. Bij de definitieve organisatie van de Marine onder koning Lodewijk werd Rijk definitief tot zeeofficier aangesteld en werd benoemd tot luitenant-ter-zee aan boord van het linieschip Brabant. Later werd hij achtereenvolgens benoemd tot adjudant van de viceadmiraals Kikkert en De Winter, met wie hij naar Zeeland werd gezonden, dat toen door de Engelsen bezet was. Bij de abdicatie van koning Lodewijk werd hij onder Frankrijk, enseigne de vausseau, tevens aide-de-camp. Als zodanig woonde hij het bezoek bij van Napoleon in Holland en op het eskader vóór Texel, terwijl hij minister Decrès en admiraal De Winter vergezelde op een tocht naar Den Helder, Friesland, Groningen, naar Delfzijl, waar de Franse vloot lag.
In 1811 vergezelde Rijk De Winter naar Parijs, waar hij zijn tijd benutte om te studeren; niet lang daarna werd De Winter benoemd tot commandant van een eskader ter rede van Texel, waarbij Rijk als adjudant optrad, terwijl hij daarnaast werd belast met een geregelde opname van het Schulpengat (vaarwater naar de rede van Texel) voor aldaar te maken verdedigingswerken. Winter werd opgevolgd door Verhuell, die Rijk weer tot zijn adjudant benoemde en hem belastte met het maken van een grote zeekaart van de zeegaten voor Texel (gedrukt in 1816). In 1813, bij de onafhankelijkheidsverklaring van Nederland, wilde Verhuell het Fort Den Helder en de vloot weer in Nederlandse handen geven en werd Rijk naar Parijs gestuurd om nadere orders te verkrijgen; hij kwam op 20 februari 1814 aan en verkreeg op 7 maart een gezegelde keizerlijke depêche met de order dadelijk naar zijn post terug te keren. Rijk vertrok op 23 maart en was op 25 maart weer in Den Helder terug; deze tocht is gedetailleerd beschreven in Gedenkboek der Nederlandse Unie door Jan Konijnenburg. Voor zijn verrichtingen werd Rijk benoemd tot Ridder in de Orde van het Legioen van Eer. Na de troonsafstand van Napoleon trokken de Fransen op 4 mei 1814 van Den Helder terug; Verhuell vertrok naar Parijs maar Rijk koos ervoor weer in de organisatie van de Nederlandse Marine opgenomen te worden. Hij werd aangesteld als luitenant eerste klasse, later werd aan hem het directeur-generaalschap van het loodswezen opgedragen en werd hij speciaal bestemd voor het afwerken en uitgeven van de kaart van de vaarwaters van Texel, waarmee hij tot 1816 bezig was.

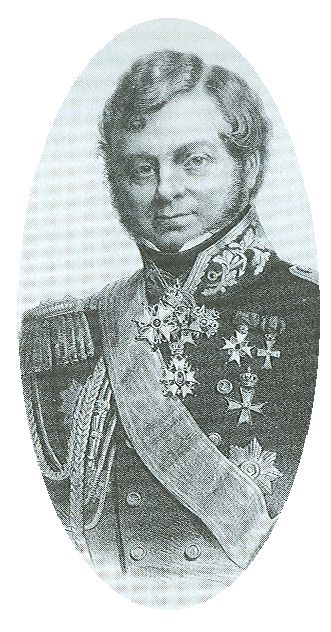
Julius Constantijn Rijk

Rijk vroeg toestemming deel uit te maken van de expeditie naar Algiers, waarvoor hij geplaatst werd op het linieschip Willem I en tijdelijk tot eerste officier werd benoemd. Daar aangekomen was de expeditie reeds beëindigd, maar hij bleef in de Middellandse Zee tot 1820; hij vermeerderde daar zijn kennis van talen en zeetermen en leerde daar het nut van een stoomvloot voor de Marine kennen, waarvan hij een groot voorstander was. Terug in Holland werd hij bij de hydrografie geplaatst en in 1821 bevorderd tot kapitein-luitenant ter zee; hij produceerde nu veel kaarten van de Maas, van Goeree en van de Zeeuwse stromen. In januari 1825 werd Rijk benoemd tot commandant van Z.M. Korvet Pallas, waarmee hij, samen met de hertog van Saxen Weimar een wetenschappelijke instructiereis maakte naar de Verenigde Staten. In 1828 werd Rijk naar Oost-Indië gezonden voor hydrografische doeleinden en schreef over zijn onderzoekingen uitgebreide rapporten; hij werd met name ook in wetenschappelijke kringen zeer geroemd voor zijn werk en werd achtereenvolgens lid van de Koninklijke Nederlandse Akademie van Wetenschappen te Amsterdam, van Kunsten en Wetenschappen in Utrecht, van de Maatschappij der Nederlandse Letterkunde te Leiden, van het Koninklijk Instituut van Ingenieurs te Delft, van de Koninklijke Sociëteit van Denemarken, enz.
Rijk werd in december 1828 opgedragen met de korvet Nehalennia generaal De Kock, die nog met de Java-oorlog bezig was, naar Nederland terug te brengen. Toen hij in mei 1829 te Batavia aankwam, bleek de oorlog nog niet geëindigd en vervoegde hij zich bij het leger. Begin 1830 bevond hij zich weer voor Banka, waar hij een opstand hielp dempen; pas in juni 1830 ging hij met generaal De Kock naar Nederland terug en vond, terug in Vlissingen, België in opstand. Rijk werd direct naar Antwerpen gezonden; in 1831, inmiddels bevorderd tot Kapitein-ter-zee, werd hij benoemd tot commandant van het linieschip De Zeeuw, waarmee hij op de Schelde vóór Fort Bath gestationeerd werd. In de tussentijd diende hij, in opdracht van graaf van Heiden, admiraal in Russische dienst, namens de tsaar van Rusland, een werk samen te stellen over de marines van de verschillende staten. In 1833 maakte hij een reis met prins Hendrik op de Zeeuw naar Petersburg, Stockholm, Kopenhagen en Portsmouth, en was in 1834 weer ter rede van Texel terug. In 1835 werd Rijk aangesteld tot commandant van het Koninklijk Instituut voor de Marine te Medemblik. Hij deed daar veel voor de verbetering van de praktische dienst aan het Instituut. In 1838 werd hij bevorderd tot schout-bij-nacht en in 1839 benoemd tot gouverneur-generaal der West-Indische bezittingen. Hij maakte zich daar zeer verdienstelijk, onder meer door zijn aantekeningen over de bestrijding van lepra, waarvan door de Koninklijke Academie van Wetenschappen een verslag werd opgemaakt. Ook vroeg hij een stoomschip aan voor een beter contact van Paramaribo met Curaçao; hij stelde ook stoomschepen in voor de riviervaart in Suriname, verbeterde de verdediging, de binnenlandse administratie, de brandweer, de bruggenbouw en bereidde de vrijmaking der slaven voor.

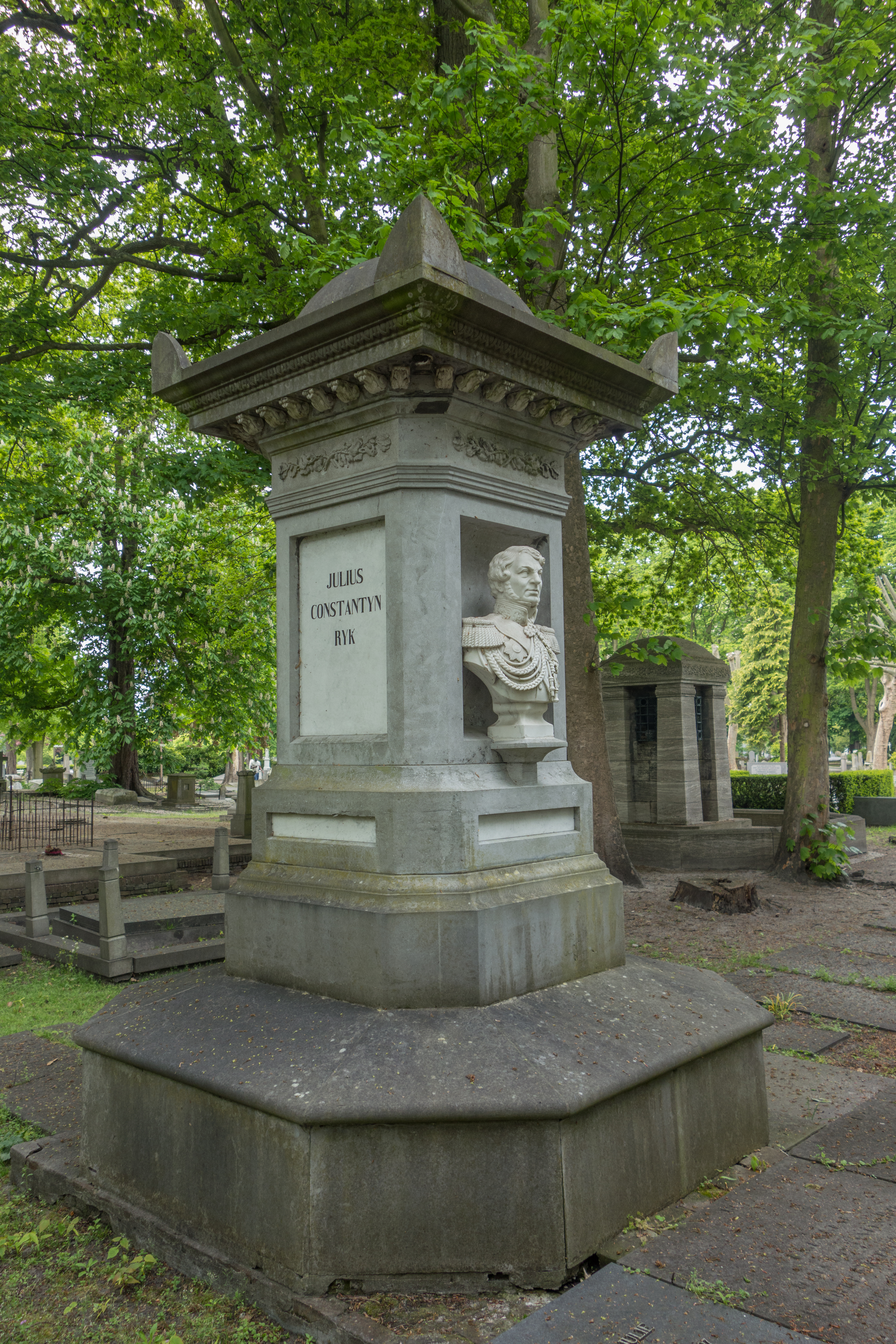
Graf van Rijk op de begraafplaats Oud Eik en Duinen in Den Haag

Rijk werd in 1841 opgeroepen om in Nederland als directeur-generaal van de Marine op te treden. De Surinamers wilde hem graag houden en zonden daartoe een adres aan de koning in, maar zonder succes. Hij aanvaardde op 1 juni 1842 zijn betrekking, op 18 juni 1843 die van minister van Marine. Herhaaldelijk werd hij genoodzaakte bezuinigingen door te voeren, waarmee hij niet sympathiseerde; daarnaast kreeg Rijk steeds meer last van podagra en hij verzocht meerdere malen van het ministerschap ontheven te worden, dat hem eindelijk op 15 september 1849 werd verleend. In 1853 werd Rijk door het kiesdistrict 's-Gravenhage afgevaardigd naar de Tweede Kamer en in 1854 overleed hij plotseling aan een beroerte. Zijn stoffelijk overschot werd op het begraafplaats Oud Eik en Duinen begraven. Op 12 juni 1856 werd een gedenkteken op zijn graf onthuld. Op Rijk werd op 17 mei 1854 door prins Frederik als grootmeester Nationaal der loge Union Royale te Den Haag, een lofrede gehouden. Koning Willem II benoemde hem op 21 november 1848 tot Commandeur in de Militaire Willems-Orde. Hij was daarnaast ook Commandeur in de Orde van de Nederlandse Leeuw, Commandeur van het Legioen van Eer en de Orde van Sint-Stanislaus, verder ridder in de Orde van de Witte Valk of Orde van de Waakzaamheid van Saksen-Weimar-Eisenach. Zijn zoon was Carel Augustus Bernard Désiré Rijk.

## Biografie van door Rijk geschreven werken
- 1822. Handleiding tot de kennis van de scheepsbouw ten dienste van jonge officieren en adelborsten bij de Koninklijke Nederlandse Marine, met platen. Arbon en Krap, Rotterdam.
- 1851. Het bestuur der Marine onder admiraal Rijk. Deel 1.
- 1853. Het bestuur der Marine onder admiraal Rijk. Deel 2.

- Biografisch Portaal: 61223216
- Digitale Bibliotheek voor de Nederlandse Letteren: ryk_004
- Gemeinsame Normdatei: 119045885
- International Standard Name Identifier: 0000 0000 3111 8002
- Library of Congress Control Number: n92059411
- Nederlandse Thesaurus van Auteursnamen: 070549613
- Parlement.com: vg09ll6e63sz
- RKD-Nederlands Instituut voor Kunstgeschiedenis: 420023
- Istituto Centrale per il Catalogo Unico: TO1V000456
- Virtual International Authority File: 40179784
- WorldCat: E39PBJc3K84fvwCHWpR3d74yVC